# 527. pehotni polk (Wehrmacht)
Za druge 527. polke glejte 527. polk.
527. pehotni polk (izvirno nemško Infanterie-Regiment 527) je bil eden izmed pehotnih polkov v sestavi redne nemške kopenske vojske med drugo svetovno vojno.

## Zgodovina
Polk je bil ustanovljen 15. februarja 1940 kot polk 8. vala na vadbišču Neuhammerr iz delov 19. in 298. pehotnega polka; polk je bil dodeljen 298. pehotni diviziji. 
1. novembra 1940 sta bila štab in I. bataljon izvzeta iz sestave in dodeljena 683. pehotnemu polku; obe enoti sta bili nadomeščeni.
15. oktobra 1942 je bil polk preimenovan v 527. grenadirski polk.